# Xenophrys nankiangensis
Xenophrys nankiangensis är en groddjursart som först beskrevs av Liu och Hu in Hu, Zhao 1966.  Xenophrys nankiangensis ingår i släktet Xenophrys och familjen Megophryidae. IUCN kategoriserar arten globalt som sårbar. Inga underarter finns listade i Catalogue of Life.